# Evert
Evert er et fladbundet mindre sejlskib, der i 1800-tallet anvendtes i den nordlige del af Vadehavet.
Everten har kun lille dybgang og er beregnet til at kunne stå direkte på havbunden. Fordi det ikke har køl, er det udstyret med stabiliserende sværd på begge sider.
De fleste everter var en-mastede med gaffelsejl. Enkelte lidt større everter var to-mastede.
En af de få sejlende danske everter er Rebekka af Fanø bygget i 1921 i Nordby på Fanø.
Derudover blev museumsskibet Johanne Dan bygget på Raun Bybergs Skibsbyggeri i Esbjerg i 1972 som kopi af everten Johanne, der i 1867 blev bygget i Ribe til tømmerhandler Jørgen Lauritzen.

## Eksterne links
- Rebekka af Fanø's hjemmeside Arkiveret 22. oktober 2020 hos  Wayback Machine
- www.ribe-traeskibslaug.dk Arkiveret 3. august 2014 hos  Wayback Machine - med beskrivelse af den igangværende renovering af Johanne Dan

| Vandsport/vandtransport | Spire Denne vandsports- eller vandtransportsartikel er en spire som bør udbygges. Du er velkommen til at hjælpe Wikipedia ved at udvide den. |